# Joachim R. Iffland
Joachim R. Iffland (* 30. Januar 1957 in Heidelberg als Joachim Rebscher) ist ein deutscher Schauspieler.
Neben Rollen in Fernsehfilmen trat Iffland auch in Fernsehserien wie Marienhof oder Forsthaus Falkenau auf.

## Filmographie (Auswahl)
- 1992–1993: Marienhof
- 1993: Gefährliche Verbindung
- 1995: Kabel und Liebe
- 1997: Sterben ist gesünder
- 1999: Midsommar Stories
- 2000: Marlene
- 2007: Die Rosenheim-Cops – Tödliche Beichte
- 2010: Tulpen aus Amsterdam
- 2018: Hubert und Staller – Waidgerecht